# Kimberly Elise
Kimberley Elise (Minneapolis, Minnesota, Estats Units, 17 d'abril de 1967) és una actriu estatunidenca de cinema i televisió. És coneguda per les seves aparicions a pel·lícules com Set It Off, Beloved, John Q, Diary of a Mad Black Woman i For Colored Girls.

## Biografia
Nascuda a Minneapolis, filla de Marvin Trammel i Erna Jean Johnson, té tres germans. Va estudiar cinema i actuació a la Universitat de Minneapolis. El seu debut al cinema es va produir el 1996 a la pel·lícula Set It Off , al costat d'altres actrius  afroamericanes com Vivica A. Fox, Jada Pinkett Smith i Queen Latifah.
En els anys següents actua en les pel·lícules Bait  i  Beloved, on actua al costat de Oprah Winfrey i Danny Glover. El 2002 fa de l'esposa de Denzel Washington al film de Nick Cassavetes  John Q, després d'interpretar una dona  seropositiva en dos episodis de Girlfriends , comença amb una cooperació assídua amb de Washington, de fet, amb l'actor, premi Oscar, actua a  The Manchurian Candidate i està dirigida per ell en The Great Debaters el 2007.
És una de les intèrprets, al costat de Jennifer Finnigan, de la sèrie de televisió  Close to Home, on interpreta a Maureen Scofield.
Va estar casada amb Maurice Oldham des de 1989 fins a 2005, amb qui va tenir dos fills, Ajableu Oldham i Butterfly Oldham.
Vegetariana des de 1999 i  vegana de 2004 a 2014 va fer campanya per  PETA a favor de veganisme

## Filmografia
- Set It Off (1996)
- The Ditchdigger's Daughters (1997)
- Beloved (1998)
- The Loretta Claiborne Story (2000)
- Bait (2000)
- Bojangles (2001)
- John Q (2002)
- Woman Thou Art Loosed (2004)
- The Manchurian Candidate (2004)
- Diary of a Mad Black Woman (2005)
- Pride (2007)
- The Great Debaters (2007)
- Gifted Hands: The Ben Carson Story (2009)
- For Colored Girls (2010)
- The Marriage Lover (2013)
- Ad Astra (2019)